# Crash Fusión
Crash Fusion y Spyro Fusión (conocido en Norteamérica como Crash Bandicoot Purple: Ripto's Rampage y Spyro Orange: The Cortex Conspiracy) son dos videojuegos de acción de 2004 publicados por Vivendi Universal Games y desarrollados por Vicarious Visions para Game Boy Advance (GBA). Los juegos son un cruce entre las series Crash Bandicoot y Spyro, y son las cuartas entregas de cada serie para GBA. La historia sigue a Crash Bandicoot y Spyro the Dragon, que se alían para frustrar la alianza de sus respectivos enemigos, el Doctor Neo Cortex y Ripto.
Los juegos recibieron críticas dispares tras su lanzamiento. Crash Fusion fue considerado el título más fuerte debido a sus minijuegos más variados y desafiantes, aunque se le reprochó la debilidad de sus plataformas, su corta duración y su mediocre sistema de cartas coleccionables. Spyro Fusión fue visto como un juego más débil y menos atractivo, con minijuegos menos variados, plataformas simplistas y falta de dificultad.

## Sistema de juego
Crash Fusion y Spyro Fusión son videojuegos de acción de desplazamiento lateral con un fuerte énfasis en los minijuegos. Este formato se aleja de la vista isométrica de los anteriores juegos de Spyro para GBA. El jugador maneja a Crash Bandicoot (en Crash Fusión) o a Spyro the Dragon (en Spyro Fusión) a través de cinco mundos, cada uno con dos niveles principales. Crash puede saltar, hacer doble salto y usar un ataque giratorio para derrotar a los enemigos y recoger fruta Wumpa, mientras que Spyro puede saltar, hacer doble salto, flotar brevemente y usar un ataque de aliento de fuego para derrotar a los enemigos y recoger gemas. Los niveles incluyen elementos básicos de plataformas, como evitar obstáculos y encontrar objetos ocultos.
El núcleo del juego gira en torno a minijuegos a los que se accede a través de portales. En Crash Fusión, los jugadores utilizan la fruta Wumpa recogida para desbloquear estos portales, ganando Cristales de poder por completarlos y Gemas claras por romper todas las cajas dentro de los límites de tiempo o desafíos de desplazamiento forzado, mientras que en Spyro Fusión, los portales de los minijuegos se desbloquean con las gemas recogidas. Los minijuegos desbloqueados se pueden jugar en un «Modo Fiesta» multijugador (uno o varios cartuchos) para hasta cuatro jugadores. Completar todos los minijuegos de un mundo desbloquea un combate contra un jefe], a menudo una versión más difícil de un minijuego anterior. Para acceder al mundo final es necesario recoger todas las gemas transparentes en Crash Fusión o completar cada minijuego tres veces en Spyro Fusión. Los jugadores pueden coleccionar un total de 167 cartas coleccionables en ambos juegos encontrándolas en los niveles, ganándolas en los minijuegos o intercambiándolas a través del cable Game Link de GBA. Las cartas desbloquean bonificaciones menores, como minijuegos y personajes multijugador.

## Trama
El Doctor Neo Cortex y Ripto forman una alianza, en la que Cortex modifica genéticamente el ejército Riptoc de Ripto para que se parezca a Crash y Spyro, sembrando la confusión para enfrentar a los héroes entre sí. Planean usar plataformas y portales warp para robar Cristales de Poder y causar el caos tanto en la Jungla Wumpa como en los Castillos del Dragón. Aku Aku y Coco alertan a Crash de que extrañas criaturas invaden la Selva Wumpa, sospechando de la implicación de Cortex, mientras que el Profesor y Hunter informan a Spyro de misteriosos portales y monstruos naranjas que perturban los Castillos del Dragón, apuntando a los planes de Ripto. Crash y Spyro se disponen a frustrar el plan de sus respectivos enemigos.
Crash y Spyro se encuentran y, debido al engaño de los villanos, al principio luchan, cada uno confundiendo al otro con un enemigo. Tras la batalla, se dan cuenta de la confusión. Al enterarse de que Cortex y Ripto están trabajando juntos, Crash y Spyro se unen para detenerlos, con la ayuda de Coco y el Profesor. Los héroes se dividen para cubrir más terreno. Crash lucha contra el esbirro de Cortex, Tiny Tiger, mientras que Spyro se enfrenta a los esbirros de Ripto, Crush y Gulp. Ambos héroes tienen éxito, lo que frustra a Cortex y Ripto, que discuten y llaman a la sobrina de Cortex, Nina, para que intensifique su plan.
Nina secuestra a Coco y al Profesor, destruyendo su investigación sobre los portales. Crash y Spyro trabajan juntos para rescatarlos. Crash distrae a Nina mientras Spyro libera a sus amigos. Este contratiempo obliga a los héroes a seguir directamente la pista de Cortex y Ripto. Coco idea un plan para atraer a Cortex y Ripto y colocarles un rastreador. Crash se enfrenta a Ripto en Castillos Dragón, mientras que Spyro lucha contra Cortex en Selva Wumpa. Spyro consigue colocar un rastreador sobre Cortex, revelando la base de los villanos en el espacio exterior. Crash y Spyro se enfrentan juntos a Cortex y Ripto. Derrotan al dúo, frustrando su plan de conquistar el mundo. Los héroes celebran su victoria, y Aku Aku, Spyro y Crash afirman su alianza para futuras amenazas.

## Desarrollo y lanzamiento
Al finalizar la producción de Crash Nitro Kart, Vivendi Universal Games (VU Games) se dirigió a Vicarious Visions con la idea de unir a Crash Bandicoot y Spyro the Dragon por primera vez. A Vicarious Visions le gustó la idea y colaboró con VU Games para completar el concepto de lo que serían los dos juegos. Los juegos son las cuartas entregas de cada serie para GBA. Mientras que Crash Fusión es el cuarto Crash Bandicoot de Vicarious Visions, Spyro Fusión es el primer Spyro, ya que los tres anteriores para GBA fueron desarrollados por Digital Eclipse. Los juegos se construyeron en cartuchos de 128 megabits, el doble del tamaño de los juegos típicos de GBA, lo que los convertía en los juegos de GBA más grandes que Vicarious Visions había desarrollado hasta ese momento.
Kathy Carter, de VU Games, fue la directora creativa de los dos juegos, y Caroline Trujillo, de VU, actuó como productora. Los juegos fueron diseñados por Jonathan Russell y Colin Wilkinson, y programados por Sunbir Gill, Jan-Erik Steel y Eric Caraszi. Brent Gibson, Chongguang Zhang, Robyn Poirier y Jason Harlow fueron los artistas de los juegos, mientras que Harlow, Travis Cameron, Kaan Kayimoglu y Rob Gallerani se encargaron de la animación. El audio fue creado por Shin'en Multimedia. El personaje Nina Cortex fue creado y diseñado por Duke Mighten para una versión temprana de Crash Nitro Kart desarrollada por Traveller's Tales, y fue reapropiado para Crash Twinsanity debido a su popularidad entre el equipo de desarrollo. Aunque se pretendía que Crash Twinsanity fuera el debut de Nina, el diseñador principal del juego, Paul Gardner, fue alertado de su temprana aparición en Crash Fusión por el artista conceptual Keith Webb, que se topó con la imagen de Nina en unas capturas de pantalla del juego recién publicadas. Los juegos fueron anunciados por VU Games el 20 de febrero de 2004, salió  a la venta en Norteamérica el 1 de junio, y en Europa el 25 de junio.

## Recepción
Crash Fusión y Spyro Fusión recibieron críticas «mixtas o medias» según el agregador de reseñas Metacritic.  Los críticos señalaron que Crash Fusión estaba orientado a jugadores experimentados y ofrecía más desafíos que Spyro Fusión. mientras que Frank Provo de GameSpot, David Chapman de GameSpy, Craig Harris de IGN y Marc Camron de Pocket Games, recomendaron el juego por sus divertidos minijuegos y su atractivo nostálgico, Mike Sklens de Planet GameCube lo criticó duramente como una «pobre excusa para un juego» debido a los repetitivos minijuegos y a la frustrante mecánica de coleccionismo. Spyro Fusión ha sido descrito constantemente como un juego dirigido a los jugadores más jóvenes o menos experimentados, lo que lo hace menos atractivo para los jugadores veteranos. Mientras que Chapman y Anise Hollingshead de GameZone lo encontraron decente para su público, Ben Kosmina de Planet GameCube fue muy crítico y lo calificó de decepcionante en comparación con los títulos de Vicarious Visions para GBA, y Bramwell lo calificó de poco imaginativo y tedioso en comparación con Crash Fusión. Lisa Mason de Game Informer considera que ambos juegos son una mezcla inconexa de ideas que no llegan a cuajar.
En general, los críticos alabaron la variedad de minijuegos. Provo y Camron destacaron la diversión y diversidad de los minijuegos, y Provo destacó su calidad y carácter caprichoso. Harris apreció los minijuegos «inspirados en la vieja escuela», como los que recuerdan a Combate o Stampede. Sin embargo, algunos minijuegos, como los concursos al estilo Breakout, fueron criticados por repetitivos o aburridos. Chapman consideró que los minijuegos eran la «verdadera diversión», mientras que Jihem de Jeuxvideo.com destacó su diversidad pero lamentó su escaso número. Los minijuegos de Spyro Fusión recibieron opiniones dispares y, en general, se consideraron menos atractivos que los de Crash Fusión. Harris alabó algunos minijuegos, como el juego de robots estilo shooter (que Provo comparó con Metal Storm), pero señaló que muchos eran reciclados o menos creativos. A Provo le parecieron «bien» pero menos intrincados, con sólo seis minijuegos únicos frente a la docena y pico de Crash Fusión. Hollingshead los describió como variaciones repetitivas de juegos tipo Breakout o Pong, carentes de verdadera variedad. A Mason le parecieron más divertidos que los de Crash Fusión, pero seguían estando mal ejecutados, mientras que Kosmina los calificó de sosos y poco creativos, comparándolos con pobres imitaciones de arcade.
Los elementos de plataformas fueron un punto débil constante, a menudo descritos como simplistas y poco atractivos. Harris describió las plataformas como «sorprendentemente poco creativas» y «un trabajo pesado» con un desafío mínimo, una opinión compartida por Provo, que las consideró sólidas pero menos atractivas que los minijuegos. Chapman calificó el juego de plataformas de entretenido pero poco desafiante, mientras que Sklens lo calificó de «lastimosamente fácil» y de débil centro de minijuegos. Mason criticó el plataformeo por «derivado y poco inspirado». Harris señaló que el plataformeo de Spyro Fusión requería más habilidad que el de Crash Fusión, pero se veía entorpecido por unos controles poco precisos y la ralentización durante el ataque con llamas de Spyro. Provo y Hollingshead criticaron el diseño básico y repetitivo, y Hollingshead lo señaló como un mero vehículo para llegar a los minijuegos. Mason calificó el salto de «doloroso», y Kosmina vio en el plataformeo un punto débil. Bramwell lo encontró mínimo y poco desafiante.
Ambos juegos fueron criticados por su brevedad, con estimaciones que rondaban las dos horas. Chapman y Harris también mencionaron la brevedad del juego, aunque destacaron la rejugabilidad a través de la colección de cartas y los modos multijugador. Provo y Camron reconocieron su corta duración, pero consideraron que los minijuegos y el sistema de cartas añadían cierto valor de rejugabilidad. Se decía que la dificultad más baja de Spyro Fusión, dirigida a los jugadores novatos o más jóvenes, tenía menos atractivo para los jugadores experimentados. Hollingshead destacó su accesibilidad para los niños, pero la falta de desafío para los adultos, mientras que a Kosmina le resultaba frustrante y tedioso tener que repetir varias veces los minijuegos para avanzar.
El sistema de cartas coleccionables se consideró decepcionante, ya que las cartas no servían para mucho más que para desbloquear bonificaciones menores, como personajes multijugador. Jihem y Kosmina lo criticaron como un truco débil, Jihem lo vio como un intento inútil de ampliar el tiempo de juego y Kosmina lamentó la falta de datos o funcionalidades interesantes, aunque Camron apreciaba la rejugabilidad que ofrecía. Hollingshead y Jihem consideraron que los modos multijugador eran limitados y no lo bastante atractivos como para prolongar el tiempo de juego de forma significativa, y Harris señalaron la ausencia de seguimiento de puntuaciones altas en los minijuegos, lo que reduce el incentivo de la repetición.
Las presentaciones de ambos juegos fueron elogiadas por mantener el aspecto y la personalidad distintivos de sus respectivas franquicias. Chapman destacó la fidelidad al estilo característico de Crash, con gráficos vibrantes y música funky. Provo destacó las animaciones fluidas y los fondos ingeniosos, aunque Louis Bedigian de GameZone criticó las animaciones entrecortadas de los enemigos en comparación con las más suaves de Crash. La crítica destacó el mantenimiento de la estética colorista y vibrante de Spyro, con sprites de personajes bien animados. Sin embargo, Provo y Hollingshead observaron fondos menos detallados en comparación con Crash Fusión, posiblemente para evitar abrumar a los jugadores novatos. Kosmina reconoció la solidez de los gráficos, pero consideró que no podían salvar los defectos del juego.